# Viva Italia
Viva Italia es un álbum en vivo de la banda chilena Inti-Illimani, publicado el año 2003 bajo el sello italiano Store di note.
Destacado por ser el último álbum que cuenta con la participación de uno de los miembros fundadores Horacio Durán, quien pasó el año posterior a formar Inti-Illimani Histórico. Este hecho también marca la historia del álbum ya que es el último de Inti-Illimani como tal, antes del conflicto suscitado entre ambas agrupaciones, que por decisión arbitral, denominó a la agrupación liderada por Jorge Coulón, como: Inti-Illimani Nuevo.
La canción "Buonanotte Fiorellino" del cantautor italiano Francesco De Gregori fue escogida por el grupo al solicitarle una canción popular italiana para celebrar los 30 años del conjunto. En el año 2006 fue publicada una versión de estudio en el álbum debut de Inti-Illimani Nuevo: Pequeño Mundo que cuenta con la colaboración de Max Berrú. 

## Lista de canciones[2][1]
| N.º     | Título                               | Escritor(es)          | Duración |  |
| 1.      | «Danza di calaluna»                  | Horacio Salinas       | 5:22     |  |
| 2.      | «Señora chichera»                    | popular boliviana     | 4:05     |  |
| 3.      | «Sobre tu playa»                     | Cantillana, Meriño    | 6:11     |  |
| 4.      | «Alturas»                            | Horacio Salinas       | 3:10     |  |
| 5.      | «Q'apac Chunchu»                     | popular peruana       | 5:13     |  |
| 6.      | «Rin del angelito»                   | Violeta Parra         | 4:24     |  |
| 7.      | «Tema d'Amor» (de Cinema Paradiso)   | Andrea Morricone      | 1:47     |  |
| 8.      | «Buonanotte Fiorellino»              | Francesco De Gregori  | 3:10     |  |
| 9.      | «El Mercado de Testaccio»            | Horacio Salinas       | 4:06     |  |
| 10.     | «El Surco»                           | Chabuca Granda        | 5:35     |  |
| 11.     | «Malaguena»                          | popular mexicana      | 3:03     |  |
| 12.     | «Tarantella»                         | popular italiana      | 6:52     |  |
| 13.     | «Samba Landó»                        | Manss, Salinas, Seves | 5:33     |  |
| 14.     | «El pueblo unido jamás será vencido» | Sergio Ortega         | 4:52     |  |
| 15.     | «Fiesta de San Benito»               | popular boliviana     | 4:21     |  |
| 1:07:52 |                                      |                       |          |  |

## Créditos
Inti-Illimani
- Daniel Cantillana: voz, violín, mandolina
- Jorge Coulón: voz, tiple, arpa
- Marcelo Coulón: voz, guitarrón, guitarrón mexicano
- Horacio Durán: charango, cuatro, coros
- Juan Flores: bombo, cajón, sicu, ronroco, guitarra, vihuela, mandolina, coros
- Christian González: voz, flauta traversa, sicu
- Manuel Meriño: guitarra, coros
- Efrén Viera: clarinete, tumbadores, saxo soprano, tambores batà, percusión menor, bombo, caja, cajón, coros

Colaboración
- Darío Espoz y Claudio Cifuentes: carátula